# Menhir von Rammersweier
Der Menhir von Rammersweiler ist ein möglicher vorgeschichtlicher Menhir in Rammersweier, einem Ortsteil von Offenburg im Ortenaukreis in Baden-Württemberg. Er wurde 1993 bei Straßenbauarbeiten entdeckt und wieder aufgerichtet.

## Lage und Fundgeschichte
Der Stein befindet sich am nördlichen Ortsrand von Offenburg-Rammersweier an der Kreuzung der Straße Brücklesbünd mit der Moltkestraße. 1993 wurde er bei Straßenbauarbeiten in einer Tiefe von 80 cm entdeckt. Neben ihm lagen zwei kleinere Steine, die vielleicht zu einer Steinpackung gehörten, in die der Menhir ursprünglich eingelassen war. Er wurde etwa 10 m von seinem Fundort entfernt wieder aufgerichtet. 1,9 km nordöstlich befindet sich der Menhir von Bohlsbach.

## Beschreibung
Der Menhir besteht aus grauem Granit, der östlich in etwa 2 km Entfernung im Brandeckgebiet ansteht. Er ist unregelmäßig geformt und verjüngt sich nach oben. Bearbeitungsspuren sind nicht erkennbar. Der Stein hat eine Gesamthöhe von etwa 280 cm, davon sind 190 cm oberirdisch sichtbar. Seine Breite beträgt 110 cm und seine Dicke 90 cm. Steinsplitter und eine bei seiner Meldung noch frische Bruchkante bezeugen, dass er ursprünglich höher war.